# Лайл, Джерард, 1-й барон Лайл из Кингстон Лайл
Джерард де Лайл (англ. Gerard de Lisle; 1304 — 9 июня 1360) — английский аристократ, 1-й барон Лайл из Кингстон Лайл с 1357 года.

## Биография
Джерард де Лайл родился в 1304 году в семье Уорина де Лайла из Кингстон Лайл (Беркшир) и его жены Элис де Тайи, дочери 1-го барона де Тайи. Он принадлежал к младшей ветви богатого рыцарского рода. Представители старшей ветви на тот момент уже носили титул баронов Лайл из Ружемонта. В 1327 году Джерард был посвящён в рыцари, в 1333 и 1335 годах участвовал в походах в Шотландию в составе свиты Ричарда Фицалана, 10-го графа Арундела, позже сражался на континенте (в частности, при Креси в 1346 году). 15 декабря 1357 года Джеральда вызвали в парламент как лорда, и это считается созданием титула барона Лайла из Кингстон Лайл.
Барон был дважды женат: на Элеаноре Фицалан, дочери Эдмунда Фицалана, 9-го графа Арундела, и Элис де Варенн (вдове Уильяма де Сент-Джона), и на Элизабет Ле Стрейндж, дочери Джона ле Стрейнджа, 2-го барона Стрейнджа из Блэкмера, и Анкарет де Ботилье (вдове Эдмунда де Сент-Джона, 3-го барона Сент-Джона из Бейзинга). Элизабет после смерти Лайла вышла замуж в третий раз — за сэра Ричарда Пембриджа.
В первом браке сэра Джерарда родился сын Уорин, 2-й барон Лайл из Кингстон Лайл (умер в 1382). Во втором браке родились Ричард, Генри и Элизабет, жена сэра Эдмунда Стонора.